# Hamdan Al Kamali
Hamdan Ismail Mohammed Al Kamali noto semplicemente come Hamdan Al Kamali (Abu Dhabi, 2 maggio 1989) è un calciatore emiratino, difensore dell'Dibba Al Hisn e della Nazionale emiratina.

## Caratteristiche tecniche
Nel 2010 è stato inserito nella lista dei migliori calciatori nati dopo il 1989 stilata da Don Balón.

## Statistiche

### Cronologia presenze e reti in Nazionale
| Cronologia completa delle presenze e delle reti in nazionale ― Emirati Arabi Uniti | Cronologia completa delle presenze e delle reti in nazionale ― Emirati Arabi Uniti | Cronologia completa delle presenze e delle reti in nazionale ― Emirati Arabi Uniti | Cronologia completa delle presenze e delle reti in nazionale ― Emirati Arabi Uniti | Cronologia completa delle presenze e delle reti in nazionale ― Emirati Arabi Uniti | Cronologia completa delle presenze e delle reti in nazionale ― Emirati Arabi Uniti | Cronologia completa delle presenze e delle reti in nazionale ― Emirati Arabi Uniti | Cronologia completa delle presenze e delle reti in nazionale ― Emirati Arabi Uniti |
| Data                                                                               | Città                                                                              | In casa                                                                            | Risultato                                                                          | Ospiti                                                                             | Competizione                                                                       | Reti                                                                               | Note                                                                               |
| ---------------------------------------------------------------------------------- | ---------------------------------------------------------------------------------- | ---------------------------------------------------------------------------------- | ---------------------------------------------------------------------------------- | ---------------------------------------------------------------------------------- | ---------------------------------------------------------------------------------- | ---------------------------------------------------------------------------------- | ---------------------------------------------------------------------------------- |
| 14-11-2019                                                                         | Hanoi                                                                              | Vietnam                                                                            | 1 – 0                                                                              | Emirati Arabi Uniti                                                                | Qual. Mondiali 2022                                                                | -                                                                                  | 66’                                                                                |
| Totale                                                                             |                                                                                    | Presenze                                                                           | 1                                                                                  |                                                                                    | Reti                                                                               | 0                                                                                  |                                                                                    |

## Palmarès

### Club
- Pro-League

2009-2010

### Nazionale
- Coppa d'Asia Under-19

2008
- Coppa delle Nazioni del Golfo Under-23

2010
- Giochi asiatici

2010
- Coppa delle nazioni del Golfo

2013